# Imogena

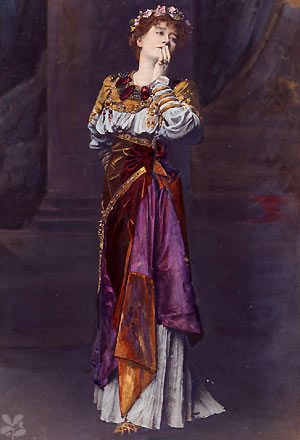
Ellen Terry jako Imogena

Imogena (oryg. ang. Imogen) – postać fikcyjna, występująca w komedii Williama Shakespeare’a pt. Cymbelin. Imogena jest uznawana za kobietę idealną, praktycznie pozbawioną wad; jest córką Cunobelinusa.
Według badaczy z Uniwersytetu w Oksfordzie prawidłowa pisownia jej imienia to Innogen, zaś zamiana dwóch liter n na m nastąpiła na skutek błędu edytorskiego w jednym ze wczesnych wydań tego utworu. 

## Odniesienia w kulturze
Imogena pojawia się w jednym z utworów Oscara Wilde’a pod tytułem Portret Doriana Graya, kiedy Dorian opisuje Sibyl Vane, aktorkę, którą jest zafascynowany:

Skoro tak mówisz, pewnie tak jest. Imogena właśnie na mnie czeka. Nie zapomnij o jutrze. Do zobaczenia. 
Motyw „kobiety idealnej” wykorzystany w książce Ryszarda Sługockiego „W pogoni za Imogeną”, Warszawa 2007, ISBN 978-83-7386-250-0.